# Boránd György
Boránd György, Brand (Lippa, 1832 körül – Debrecen, 1900. április 29.) színész, ügyelő, díszmester. Boránd Gyula színész édesapja.

## Életútja
Brand György mézeskalácsos mester fiaként született. Színipályára lépett 1850. május 1-én. Színészkedése első éveiben mint tenorénekes tűnt fel és a népszínművekben is kiválót produkált. Később kedélyes apákat játszott, majd mint titkár is funkcionált. Midőn Debrecenben Valentin Lajos lett a színigazgató, őt díszmesterré nevezték ki és mint ilyen mindenkori ötletességével jó szolgálatot tett a színháznak, ahol 50 esztendeig működött, 1866-tól haláláig volt itt ügyelő, gépmester és díszítő. Feleségével együtt vesztette életét légszeszmérgezés következtében.